# John Bunyan

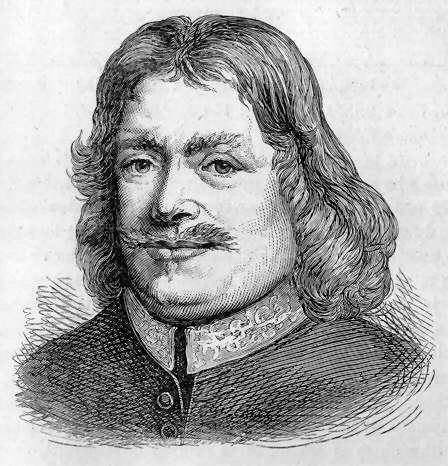
John Bunyan

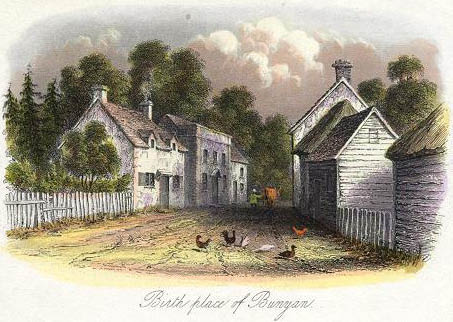
Het geboortehuis van Bunyan

John Bunyan (Elstow, Bedfordshire, 30 november 1628 - Londen, 31 augustus 1688) was een Engelse puriteinse prediker, ook wel een calvinistische baptist genoemd. Hij was van eenvoudige afkomst. Hij werd op latere leeftijd prediker in baptistengemeenten. Zijn prediking was eenvoudig, direct, Bijbels en werd gekenmerkt door een vers-voor-vers verklaring. Hij heeft verschillende boeken geschreven.
Zijn bekendheid is vooral gebaseerd op zijn boek The Pilgrim's Progress (1678). Dit boek is in vele talen vertaald, ook in het Nederlands, onder de titel De christenreis naar de eeuwigheid. Het boek behandelt in de vorm van een allegorie het leven van een christen op aarde. Het vervolg, Christinnereis (1684), had minder succes.
Bunyan heeft zijn leven beschreven in een autobiografie genaamd Grace Abounding to the Chief of Sinners. In bevindelijk gereformeerde kringen is Bunyan tot op de dag van vandaag bekend en worden zijn boeken veel gelezen.

## Biografie
John Bunyan werd geboren op 30 november 1628 in een eenvoudig en armoedig gezin. Opleiding genoot hij nauwelijks, hoewel hij leerde om te kunnen lezen en schrijven. Hij groeide op in de chaotische situatie die het Engeland van de zeventiende eeuw kenmerkte. In de Engelse Burgeroorlog deed hij dienst in het parlementsleger, waarin hij naar zijn eigen getuigenis opviel door zijn gevloek. Na zijn diensttijd huwde hij zijn eerste vrouw en verdiende de kost als ketellapper. Zijn leven veranderde in deze jaren radicaal. In 1655 sloot hij zich aan bij de baptistengemeente van Bedford, bekend als de Bedford meeting, waar hij datzelfde jaar nog diaken werd. Vanaf dat moment ging hij ook preken. Om die reden werd hij in 1660 gearresteerd. De Engelse wet stelde iedere prediker die niet door een bisschop was gewijd in staat van beschuldiging. In de tijd dat hij gevangen zat, had hij tal van communicatiemiddelen. Hij kon bezoeken ontvangen, soms ook afleggen, lezen, schrijven, studeren en publiceren. Kort voor zijn vrijlating in 1672 werd hij door de Bedford meeting verkozen tot voorganger. Hij diende deze gemeente tot zijn dood. Op 31 augustus 1688 overleed Bunyan in Londen.
Wat Bunyan typeert, is de eenvoud, de authenticiteit van zijn vroomheid. Daarin staan de bekering tot God, de aanvechting en de geloofsstrijd centraal.